# Muranga
Muranga (Murang'a) é uma cidade do Quênia situada na antiga província Central, no condado de Muranga, onde é sede. De acordo com o censo de 2019, havia 43 314 habitantes.